# Stilléite
La stilléite est une espèce minérale, séléniure de zinc, de formule ZnSe. On la trouve uniquement sous forme cristaux microscopiques gris en inclusions dans la linnaéite associée à d'autres séléniures et sulfures. Elle fut découverte dans l'ancienne province du Katanga au Zaïre (maintenant la République démocratique du Congo) en 1956 et nommée d'après le géologue allemand Hans Stille (1876–1966).
Elle a été signalée dans la mine de Santa Brigida, province de La Rioja en Argentine et à Tilkerode (Abbenrode) dans le massif montagneux du Harz en Allemagne. Les minéraux associés comprennent la pyrite, la linnaéite, la clausthalite, la vaesite séléniée, la molybdénite et la dolomite dans la région de Shinkolobwe au Congo ; et la tiemannite, la clausthalite, l'eucaïrite, l'umangite et la klockmannite dans la mine de Santa Brigida en Argentine.